# Tu–128
A Tu–128 (NATO-kódja: Fiddler) a Szovjetunióban, a Tupoljev-tervezőirodában (OKB–156) kifejlesztett nehéz sugárhajtású elfogó vadászrepülőgép. Az eddig megépített legnehezebb vadászrepülőgép. Típusjelzése kezdetben Tu–102 volt, majd Tu–28P, végül a Tu–128 típusjezést kapta.

## Története
Az 1950-es években a Szovjetunió számára az Egyesült Államok nukleáris bombákkal felszerelt stratégiai bombázói jelentették a fő fenyegetést. Az Egyesült Államok és Kanada északi területein nagy számban állomásozó stratégiai bombázók az északi sarkkört átrepülve könnyen elérhették a Szovjetunió területét, és zavartalanul eljuthattak volna a stratégiai célokat rejtő belső területek fölé. A Szovjetunió ritkán lakott északi és keleti területei védtelenek voltak a légi támadásokkal szemben, mert a megfelelő sűrűségű repülőtér-hálózat hiányában a kis hatósugarú vadászrepülőgépekkel felszerelt honi légvédelmi repülő-egységek számára a terület ellenőrzése és védelme megoldhatatlan volt. Ezért a nagy északi térségek védelmére – az egyéb légvédelmi rendszereken túl –  egy igen nagy hatósugarú elfogó-vadászrepülőgép kifejlesztése és alkalmazása tűnt célszerűnek a szovjet hadvezetés számára.
A célnak megfelelő repülőgép tervezése 1957-ben kezdődött az OKB–156 tervezőirodában. A nagy hatótávolság elérésére egy szokatlanul nagyméretű és nagy tömegű repülőgép kialakítását tervezték. A jó manőverezőképesség nem volt szempont, mert a repülőgépet nem manőverező légiharcra tervezték, hanem a nagy hatótávolságú légiharc-rakéták hordozására. A főbb paraméterek meghatározása után a repülőgép tényleges tervezése 1958-ban kezdődött. A repülőgép tervezésével párhuzamosan folyt a Szmercs rádiólokátor fejlesztése, valamint Kalinyingrádban a K–80 rakéták tervezése. A repülőgép, a rádiólokátor, valamint a rakéták alkották a teljes fegyverrendszert. Az OKB–156 tervezőirodában a fejlesztés alatt álló repülőgép a „128”-as gyári kódot kapta. A Szmercs lokátorok repülési próbái a Tu–104 és Tu–98 gépekből kialakított Tu–104LL és Tu–98LL repülőgépeken folytak.
1960-ban építették meg a prototípust, amely első repülését 1961. március 18-án hajtotta végre. A nyilvánosság előtt 1961. július 9-én mutatták be a tusinói légiparádén, ahol a gép a K–80 rakéták makettjeivel repült. A prototípus építésével párhuzamosan már 1959-től folytak a sorozatgyártás előkészületei a voronyezsi 64. sz. repülőgépgyárban. Az első nullszéria első gépe 1961 elején készült el, első felszállására pedig 1961. május 13-án került sor. 1961 és 1962 folyamán még néhány darab gép készült a repülési tesztekhez, amelyeken a prototípushoz képest kisebb módosításokat hajtottak végre. 1962. március 20-tól kezdődtek az állami próbák, szeptember 27-én hajtották végre az első éleslövészetet Il–28 légicélra.
1963. december 12-én a védelmi miniszter utasítására a gép típusjelzése Tu–128 lett. A végül R–4 jelzést kapott K–80 rakéták és a repülőgép, valamint a Szmercs radar alkotta rakétarendszer pedig a Tu–128SZ–4 jelzést kapta. Az állami próbák 1964 szeptemberéig tartottak. A Tu–128SZ–4 rendszert 1965. április 30-án rendszeresítették a Szovjet Hadseregben. A Tu–128 sorozatgyártása 1970-ig tartott, ez idő alatt 188 db sorozatgyártású példány készült.
A repülőgép fegyverzetét 4 db R–4 (K–80) légiharc-rakéta alkotta, amelyeket 2–25 km-es céltávolságon lehetett alkalmazni. A rakéta R–4R változata félaktív lokátoros önirányítású, az R–4T pedig infravörös önirányítású volt. A repülőgép felderítő rádiólokátora 50 km-es hatótávolsággal rendelkezett.
Az 1960-as évek végén hozzákezdtek a rendszer modernizálásához.  Az átalakított és továbbfejlesztett rendszer a Tu–128SZ–4M típusjelet kapta, maga a repülőgép pedig a Tu–128M típusjelzést. A gép új, RP–SZM Szmercs–M rádiólokátort kapott. Modernizálták az R–4 rakétákat is, ezek az R–4RM és R–4RT típusjelet kapták. Hosszas tesztek után a modernizált rendszert 1979 júniusában állították hadrendbe. A repülőgép az újonnan kialakított R–4RR rakétákkal 0,5-tól 40 km-ig vált alkalmassá a légi célok megsemmisítésére.

## Alkalmazása
A Tu–128-t kizárólag hazai bázison, elfogó szerepkörben alkalmazta a szovjet honi légvédelem. Harci alkalmazására nem került sor. Az első Tu–128 a Fehér-tenger melletti Talagi bázisán 1966 októberében állt szolgálatba, az 518. elfogó vadászrepülő-századnál. Habár 25 ezred felállítását tervezték eredetileg, 1970-ig 7 db Tu–128-cal felszerelt repülőezredet hoztak létre, ezredenként három-három repülőszázaddal. Egy-egy század 9-12 db repülőgépet üzemeltetett. Az 1970-es évek végén kezdték meg a gép fokozatos kivonását. Az 1980-as évek elején jelent meg a MiG–31, amelyet a Tu–128 mellett, hasonló feladatkörrel alkalmaztak. Az 1990-es évek elejére az utolsó Tu–128-t is kivonták a hadrendből.
A repülőgép jó aerodinamikai tulajdonságokkal rendelkezett, de különösen a felszállás és a leszállás miatt nehezen vezethető gépnek bizonyult és gyakorlott személyzetet igényelt. Nagy tömege miatt nem tipikus vadászrepülőgépként viselkedett, ezért a pilóták kiképzése egészen a Tu–128UT gyakorló változat megjelenéséig problémás volt.

## Szerkezeti kialakítása

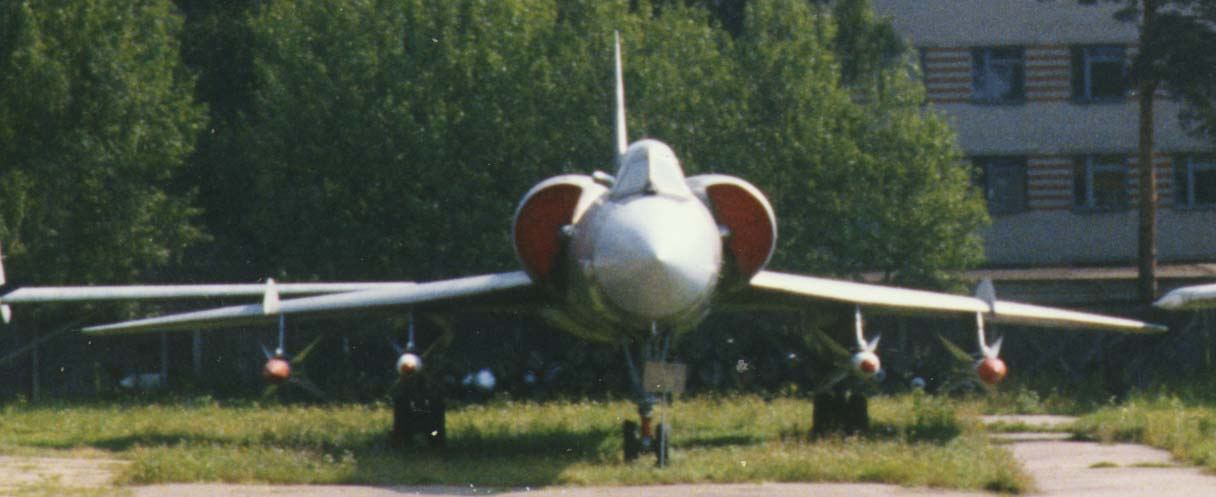
A Tu–128 szemből

A Tu–128 teljesen fémépítésű, középszárnyas repülőgép. Erősen, 56°22' nyilazású szárnnyal rendelkezik. A levegőbeömlő nyílások a törzs két oldalán helyezkednek el. A beáramló levegő mennyiségét egy kúpos kialakítású légterelő szabályozza. A futóműve hárompontos. Az orrfutók a törzsbe, a főfutók a jellegzetes Tupoljev-kialakításnak megfelelően a szárnyakon kialakított áramvonalas gondolába húzhatók be. A kétszemélyes, hermetizált pilótafülkét a törzs elülső részén alakították ki. A személyzet KT–1 katapultülésben foglalt helyet, elöl a pilóta, hátul a navigátor. Az RP–SZ Szmercs rádiólokátort az áramvonalazott orr-részben helyezték el. A 2 db Ljulka AL–7F–2 gázturbinás sugárhajtóművet a törzs végében, egymás mellett építették be. Az összesen 15 500 kg üzemanyag számára a törzsben 10, a szárnyakban 2 üzemanyagtartályt építettek be.
A repülőgép beépített fegyverzettel nem rendelkezett. A rendszeresített R–4R, R4–T, R–4RM, R–4TM, valamint R–4RR rakétákat a szárnyakon kialakított tartókra lehetett függeszteni.

## Típusváltozatok
- Tu–128UT – Kiképző-gyakorló változat, amelyben a kétfős személyzeten túl az oktató számára szokatlan módon, a rádiólokátor helyén, a repülőgép orrában alakítottak ki helyet. 1971-ben 4 db Tu–128-t alakítottak át UT-változatúra, majd még további 10 db ilyen kialakítású repülőgép készült újonnan. A gép kifejlesztése a Voronyezsi Repülőgépgyárban történt Alekszandr Putyilov vezetésével.
- Tu–128M – modernizált változat továbbfejlesztett rádiólokátorral és új rakétafegyverzettel.

## Meg nem valósult változatok
Az 1960-as évek elején tervezték egy Tu–128A–80 változat kialakítását RP–SZA Szmercs–A rádiólokátorral és K–80M rakétákkal, valamint egy Tu–128A–100 változatot Groza–100 rádiólokátorral és K–100 rakétákkal. Ezekhez a rakétarendszerekhez a Tu–128A típusú repülőgép kialakítását 1963-ban kezdték el. A repülőgéphez nagyobb teljesítményű, VD–19 gázturbinás sugárhajtóműveket alkalmaztak volna. Az új hajtóműveket tesztelték is egy átalakított Tu–128LL (LL – „repülő laboratórium”) változaton, de jelentős teljesítménynövekedést nem értek el. A rádiólokátor fejlesztése is csúszott, ezért végül az A-változat programját törölték.
Csak papíron maradt a még nagyobb teljesítményű, RD–36–41 gázturbinákkal tervezett változat. Ezzel a hajtóművel 2650 km/h-s sebességet szerettek volna elérni, de végül még a prototípus sem készült el. További terv volt a Tu–138 típusjelű változat, amely VD–19 hajtóművet, új szárnyat és Szmercs–A radart kapott volna, valamint a Tu–148 típusjelű változat, amelybe a később a MiG–31-en alkalmazott Zaszlon rádiólokátort tervezték beépíteni. Tu–128B típusjellel tervezték egy gyors bombázó repülőgép létrehozását is, amely összesen 4500 kg bombaterhet hordozott volna. A bombák egy részét a törzsben kialakítandó bombatérben, a többit a szárnyak alatt hordozta volna. A terv végül nem valósult meg, helyette a hasonló és méretű de nagyobb teljesítményű Szu–24 kifejlesztése kapott prioritást.

## Műszaki adatok

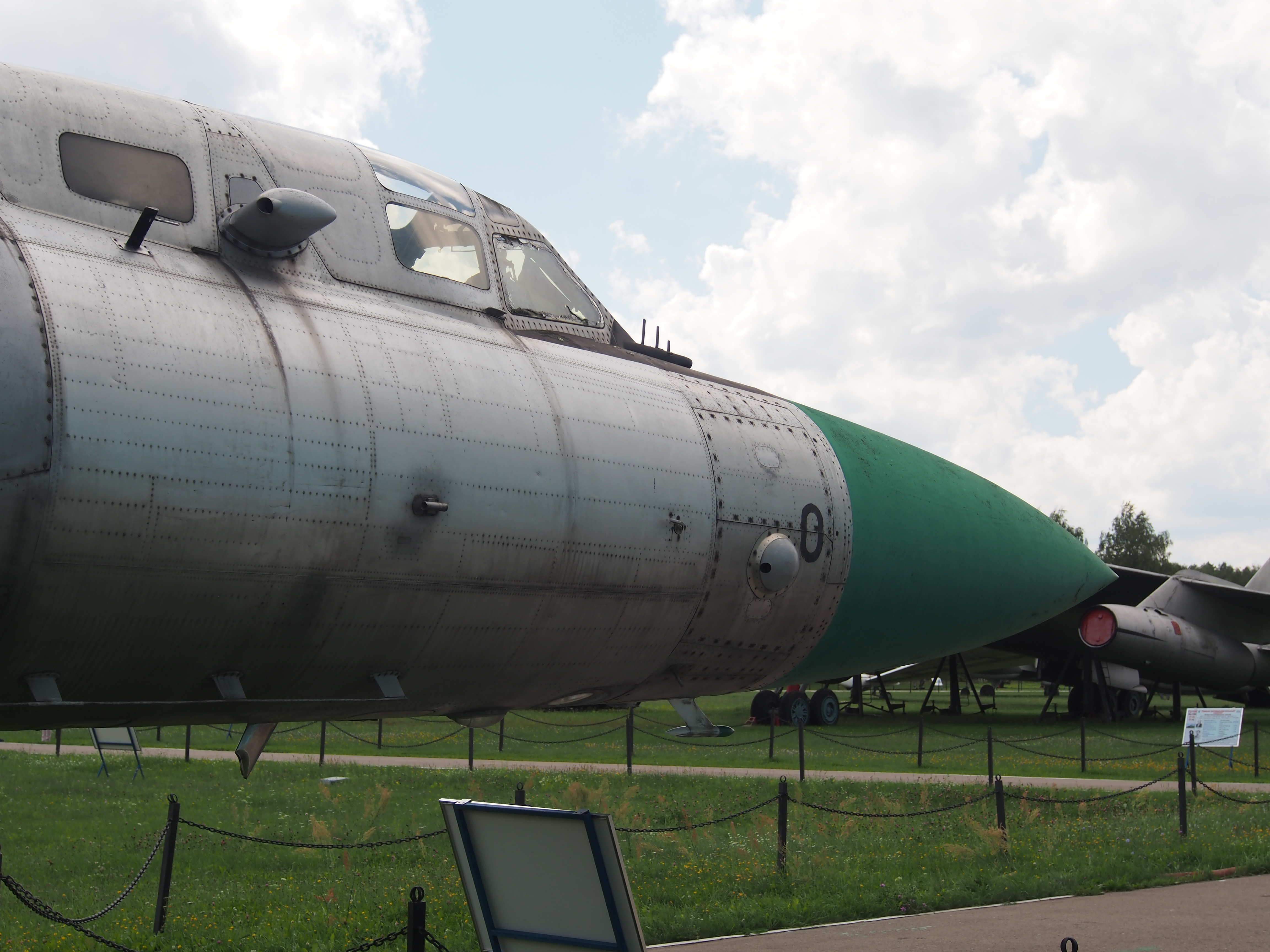
A Tu–128 orr része a pilótafülkével

### Méret- és tömegadatok
- Hossz: 30,06 m
- Fesztáv: 17,53 m
- Magasság: 7,15 m
- Szárnyfelület: 96,94 m²
- Üres tömeg: 25 960 kg
- Felszállótömeg: 43 000 kg

### Hajtóművek
- Hajtóművek száma: 2 db
- Hajtóművek típusa: Ljulka AL–7F2 utánégetős gázturbinás sugárhajtómű
- Hajtómű tolóereje: 107,9 kN utánégetővel

### Repülési adatok
- Legnagyobb sebesség: 1910 km/h (rakétákkal 1665 km/h)
- Hatósugár: 1170 km